# Гулюк Сергій Миколайович
Сергі́й Микола́йович Гулю́к (1981-2014) — молодший сержант Луцького прикордонного загону Державної прикордонної служби України, учасник російсько-української війни.

## З життєпису
Народився 7 вересня 1981 року в місті Рівне. З 2000 року проживав в місті Луцьку. З дитинства займався спортом. Відвідував секцію самбо та дзюдо. У 2000 році йому було присвоєно звання «Майстер спорту України».
У 1999 році призваний на строкову службу в Луцький прикордонний загін. З січня 2002 року проходив контрактну службу в Луцькому прикордонному загоні на посаді водія секції автомобільних перевезень.

### Освіта
З 2003 по 2006 рік навчався у Рівненському державному коледжі, де отримав професію юриста.
В 2012 році закінчив Національну академію Державної прикордонної служби України імені Б. Хмельницького за спеціальністю «Молодший інспектор прикордонної служби».

### Російсько-українська війна
28 червня 2014 року вирушив в зону АТО у складі оперативно-бойової прикордонної застави Луцького прикордонного загону для забезпечення правопорядку на державному кордоні України у Донецькій області.
Загинув 31 липня 2014 року в селі Василівка Амвросіївського району Донецької області під час обстрілу прикордонників російськими найманцями та російськими військовими з мінометів та гранатометів. Тоді ж загинули Олександр Басак, Олег Паршутін, Юрій Філіповський та Ростислав Черноморченко.
3 серпня 2014 року похований в селі Завизів Острозького району Рівненської області. У Гулюка сиротами лишилося троє дітей. 

## Нагороди та вшанування
- 8 серпня 2014 року — за особисту мужність і героїзм, виявлені у захисті державного суверенітету та територіальної цілісності України, вірність військовій присязі під час російсько-української війни, відзначений — нагороджений орденом «За мужність» III ступеня (посмертно)
- у жовтні 2014 року на території школи в Рівному, де він навчався, встановлено меморіальну дошку
- Рівненська міська рада присвоїла Сергію Гулюку звання Почесного громадянина Рівного (посмертно).
- Луцька міська рада присвоїла звання Почесного громадянина Луцька (посмертно).
- Волинська обласна рада присвоїла Почесного громадянина Волині (посмертно).
- відзнака Президента України «За участь в антитерористичній операції» (посмертно).